# Wasyl Medwit
Wasyl Ihor Medwit OSBM (Igor Bogdan, ur. 23 lipca 1949 w Przemyślu, zm. 12 września 2024 w Warszawie) – biskup greckokatolicki obrządku bizantyjsko-ukraińskiego, biskup pomocniczy doniecko-charkowski w latach 2009-2013. 
Rodzice, Jan i Maria podczas niemieckiej okupacji ukrywali w swoim mieszkaniu w Przemyślu żydowską dziewczynkę. Znajdują się na liście "Sprawiedliwych Wśród Narodów Świata".

## Życiorys
W połowie lat 70. ukończył Akademię Rolniczą w Lublinie otrzymując tytuł lekarza weterynarii. Pracował w zawodzie przez kilka lat, m.in. w Huwnikach i Jarosławiu, zanim w dniu 26 grudnia 1978 r. wstąpił do zakonu św. Bazylego Wielkiego (bazylianie) w Warszawie.

### Prezbiterat
Święcenia kapłańskie otrzymał w Rzymie 31 maja 1984 z rąk Jana Pawła II. Po święceniach pełnił funkcję wicerektora Kolegium Świętego Jozafata w Rzymie. Po powrocie do Polski był proboszczem parafii w Baniach Mazurskich i Kruklankach.
Był protoihumenem Klasztoru Bazylianów w Węgorzewie. W latach 1989–1994 był przełożonym polskiej prowincji bazyliańskiej.

### Episkopat
30 maja 1994 został mianowany biskupem pomocniczym archieparchii lwowskiej, ze stolicą tytularną Hadriane. Chirotonii biskupiej udzielił mu kardynał Myrosław Lubacziwśkyj.
20 września 1997 został mianowany egzarchą arcybiskupim kijowsko-wyszogrodzkim. Od 2004 był biskupem kurialnym Ukraińskiego Kościoła Greckokatolickiego.
17 marca 2009 został biskupem pomocniczym egzarchatu doniecko-charkowskiego. 25 października 2013 papież Franciszek przyjął jego rezygnację z urzędu. Zmarł 12 września 2024 w monasterze ojców bazylianów w Warszawie, kilka godzin po odwiedzinach swojego zwierzchnika, arcybiskupa większego Światosława Szewczuka.